# SOM (grup cooperatiu)
SOM (abans, fins al 2016, Grup Cultura 03) és un grup cooperatiu català especialitzat en el sector cultural. La seu es troba al carrer Premià 15, al barri de Sants. Format per cinc cooperatives: Ara Llibres, Sàpiens Publicacions, Batabat (productora audiovisual), Contrapunt i Nova 2003, des de 2008 forma part del Grup CLADE, primer grup cooperatiu de l'economia social catalana. El juny de 2021 va fusionar-se amb la cooperativa Abacus.

## Història

### Criteria
L'actual grup SOM ha passat per diverses denominacions al llarg de la seva història. El projecte va començar l'any 2001, quan es va fer un acord fundacional amb la cooperativa d'impressió Gramagraf, que va donar lloc al naixement de Criteria, una empresa de serveis a editorials. També van publicar el setmanari a Contrapunt, de caràcter generalista i amb un àmbit de distribució vinculat al Vallès Occidental. Un any després es va crear l'editorial Ara Llibres, amb la voluntat de fer instant books per un públic generalista, i també es publica el primer número de la revista Sàpiens, inicialment amb participació del Grup Enciclopèdia Catalana.

### Grup Cultura 03
L'any 2003 totes aquestes iniciatives culturals es van unir per crear una cooperativa, amb el nom de Grup Cultura 03, que inicialment incloïa Ara Llibres, Gramagraf, Contrapunt i Criteria. Oriol Soler seria el primer director general de la cooperativa. També creen l'empresa de serveis Nova 2003. Un any després s'incorporaria el projecte de Ràdio Fusté i van publicar les obres completes de Josep Pla. El mateix any van obrir una delegació a la xina, que mantindrien fins al 2012. El 2005 van arribar un acord de cinc anys (renovables) amb el Grup 62 per incorporar la gestió de les revistes Altaïr, Cuina i Descobrir Catalunya, que en aquells moments tenien una difusió d'uns 90.000 exemplars mensuals. Poc després crearien la productora audiovisual Batabat. Entre el 2006 i el 2008 van publicar la revista NAT, sobre ciència i medi ambient. El 2008 Soler va deixar la direcció per donar pas a Anna Xicoy, i van publicar el primer número de Time Out Barcelona, un magazine cultural local, que amb els anys es desvincularia del grup. El mateix va passar amb el projecte del diari Ara, impulsat pel grup, que en fou el seu primer accionista entre 2010 i 2012. Posteriorment impulsarien altres capçaleres com AraVallès o Experiències.

### SOM
El 2016 el projecte canvia de nom i passa a dir-se grup SOM, i un any després va fer-se càrrec de la gestió de la Col·lecció Bernat Metge de clàssics grecs i llatins. En aquell moment la col·lecció comptava amb 417 títols i uns 400 subscriptors. El 2018 Jordi Creus i Esteve assumeix la presidència de SOM i Oriol Soler ocupa el càrrec de director general. El 2019 va arribar a un acord amb Minoria Absoluta per editar conjuntament la revista El Món d'Ahir. El 2020, durant les restriccions de moviment causades per la pandèmia de COVID-19, va impulsar el projecte Llibreries Obertes.

### Abacus
El juny de 2021 el grup SOM es va fusionar amb la cooperativa Abacus. El desembre de 2022 va comprar el grup de cultura TresC.

## Projectes destacats
A 2020, formen part de Som les cooperatives Sàpiens Publicacions, responsable de l'edició de revistes; l'editorial Ara Llibres; la productora audiovisual Batabat, la cooperativa de serveis a tercers Som Nova 2003 i l'editora de premsa local Som Contrapunt: 
- Sàpiens
- Cuina
- Descobrir Catalunya
- El Petit Sàpiens
- Experiències
- Receptes by Cuina
- Arrels, revista dedicada al món rural publicada a partir del 29 de desembre de 2020, de periodicitat trimestral i dirigida per Josep Sucarrats[15]
- Amsterdam
- Ara Llibres
- Now Books
- Som Batabat
- Som Nova 2003
- Bernat Metge
- Diaris Som
  - SomGranollers
  - SomMollet
  - SomVallès
  - SomLesFranqueses
  - SomMartorelles
  - SomLaLlagosta
  - SomMontmeló
  - SomMontornès
  - SomParets
  - SomSantFost

SOM ha impulsat altres projectes ja no vinculats al grup: el diari Ara, i les revistes Time Out Barcelona i Lonely Planet Magazine.